# Norske jenter omskjæres
Norske jenter omskjæres (español: Las niñas noruegas están siendo circuncidadas) es un documental de la televisión noruega que se emitió en dos partes como parte de la serie de investigación Rikets tilstand en TV 2 los días 27 de septiembre y 4 de octubre de 2000, que expuso el apoyo de los imanes noruegos a mutilación genital femenina (MGF).

## Resumen y reacciones
Tonje Steinsland fue la reportera y Hege Storhaug fue el investigador de Norske jenter omskjæres. Su documental filmó a varios imanes noruegos, quienes, aunque declararon oponerse a la mutilación genital femenina en entrevistas con Steinsland, fueron vistos más tarde en imágenes de cámara oculta con la musulmana somalí de 20 años Kadra Yusuf, que trabajaba para el documental, pidiéndole consejo, para animarla y sus hermanas de seis y tres años, a realizar el procedimiento tras la presión de su familia.
Los líderes musulmanes expuestos en el documental fueron Kebba Secka, líder del Consejo Islámico de Noruega y profesor de secundaria de Oslo con educación en el servicio de protección infantil, el imán Fakebba Jagana de Gambia, Ebrahim Saidy de Gambia (considerado un imán «liberal»), y el imán Sheikh Muumin. La mutilación genital femenina fue prohibida en Noruega en 1995, con una pena de hasta ocho años de prisión. El documental demostró que los musulmanes noruegos, a su vez, enviaban a sus hijas al extranjero para ser mutiladas. El documental provocó importantes reacciones en la sociedad noruega y africana en Noruega. Seis departamentos del gobierno noruego establecieron grupos de trabajo para investigar el tema, y el gobierno decidió gastar entre 5 y 10 millones de coronas para combatir la mutilación genital femenina en 2001.
El Estado noruego suspendió el apoyo financiero a tres grupos religiosos musulmanes a raíz del documental. Uno de ellos, el Centro Islámico de la mezquita Tawfiiq, demandó a TV 2 en 2003 por el documental, por haber dañado gran parte de su reputación. La mezquita perdió el caso en 2004. Norske jenter omskjæres ganó un diploma SKUP en 2000 y el premio Gullruten al mejor documental en 2001.